# Herzog von Benavente

Wappen Herzog von Benavente

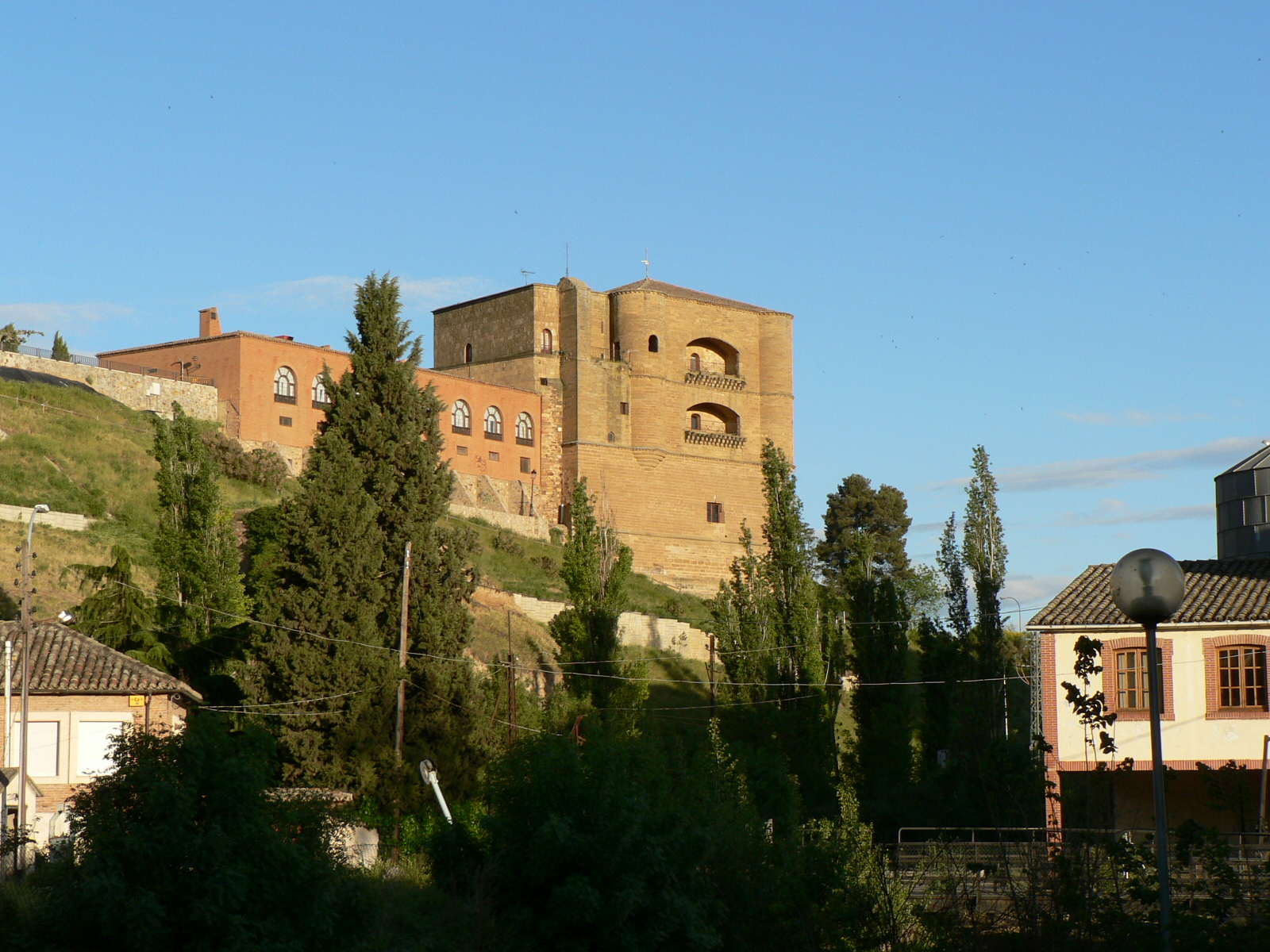
Burg von Benavente (Zamora)

Graf von Benavente – bezogen auf die Stadt Benavente in der Provinz Zamora – ist ein spanischer Adelstitel, der im Jahr 1398 von König Heinrich III. von Kastilien an Juan Alonso Pimentel verliehen wurde. Im Jahr 1473 wurde der 4. Graf von Benavente von König Heinrich IV. von Kastilien zum ersten Herzog von Benavente ernannt.
Das spanische Herzogtum Benavente (Ducado de Benavente) ist zu unterschieden vom wesentlich älteren italienischen Ducato di Benevento (bezogen auf die Stadt Benevent in der gleichnamigen Provinz)

## Herzog von Benavente
- Fadrique, Bastard von Kastilien, † Almodóvar del Río 1394, 1379 Duque de Benavente; ⚭ Leonor de Castilla, Tochter von Sancho Alfonso, Conde de Alburquerque (Haus Burgund-Ivrea), keine Nachkommen

## Grafen von Benavente
- Juan Alonso Pimentel († 1420), Senhor de Bragança e Vinhaes (Portugal), 1398 Señor y 1. Conde de Benavente, Sohn von Rodrigo Alonso Pimentel Moraes und Lourença Vasques da Fonseca; ⚭ Joana Teles de Meneses, uneheliche Tochter von Martín Afonso Telo de Meneses, und damit Schwester von Leonor Teles de Meneses, Ehefrau des Königs Ferdinand I. von Portugal
- Rodrigo Alonso Pimentel († 1440), deren Sohn, 2. Conde de Benavente; ⚭ Leonora Enríquez de Mendoza, Tochter von Alfonso Enríquez, 1. Señor de Medina del Río Seco, Almirante de Castilla
  - Juan Alfonso Pimentel († 1437), dessen Sohn, 1. Conde de Mayorga; ⚭ Elvira de Zúñiga, Tochter von Pedro de Zúñiga, 1. Señor de Béjar, 1. Conde de Ledesma, 1. Conde de Trujillo, 1. Conde de Plasencia
- Alonso Pimentel Enríquez († 1461), dessen Bruder, 3. Conde de Benavente, 2. Conde de Mayorga; ⚭ María de Quiñones (Vigil de Quiñones), Tochter von Diego Fernández (Hernández de Quiñones), Señor de Luna,
- Rodrigo Alonso Pimentel († 1499), deren Sohn, 4. Conde de Pimentel, 1473 1. Duque de Benavente; ⚭ María Pacheco Girón, Señora de Villacidaler, Tochter von Juan Pacheco, 1. Duque de Escalona

## Herzöge von Benavente

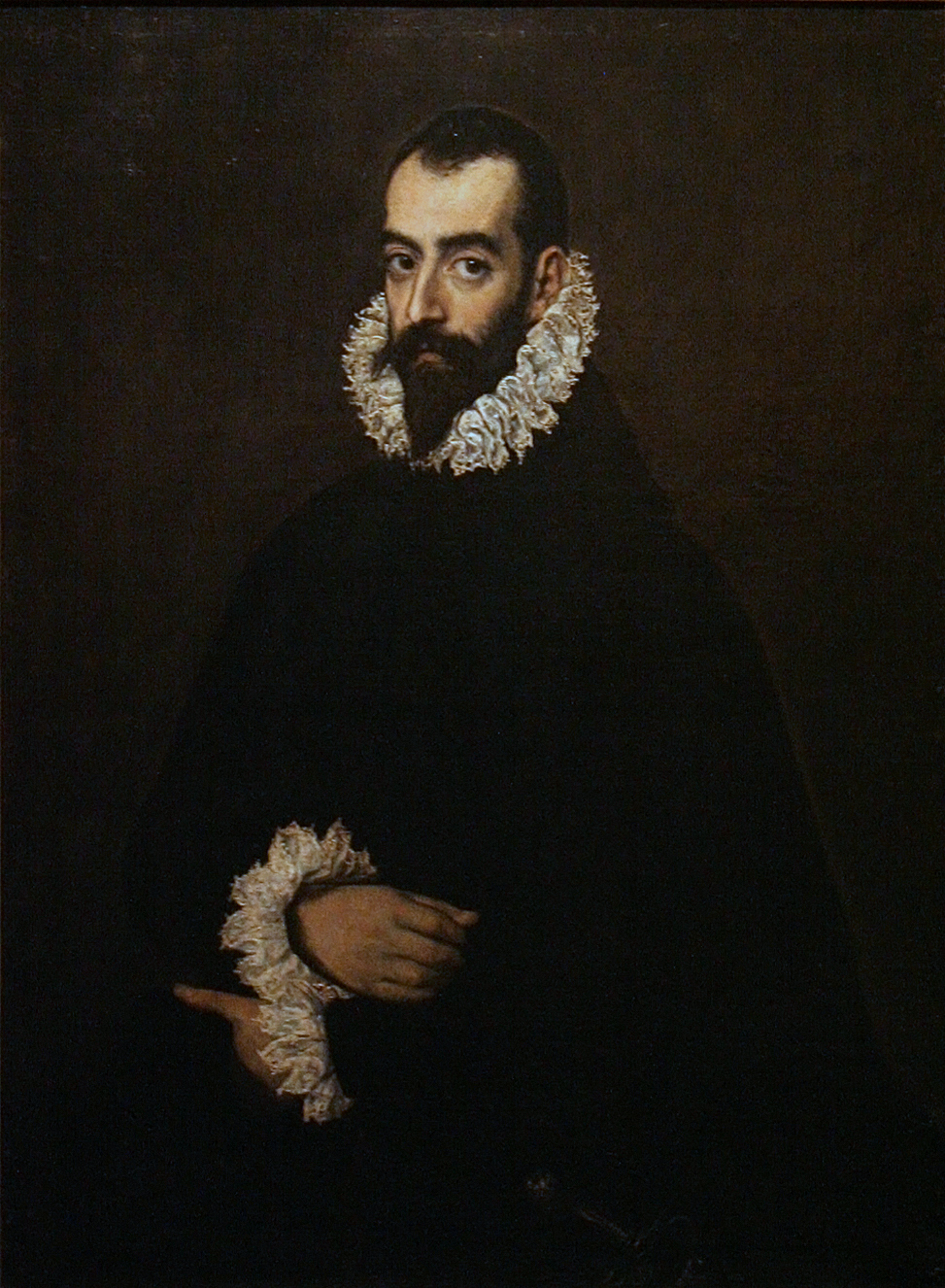
Juan Alonso Pimentel de Herrera, 3. Duque de Benavente (von El Greco)

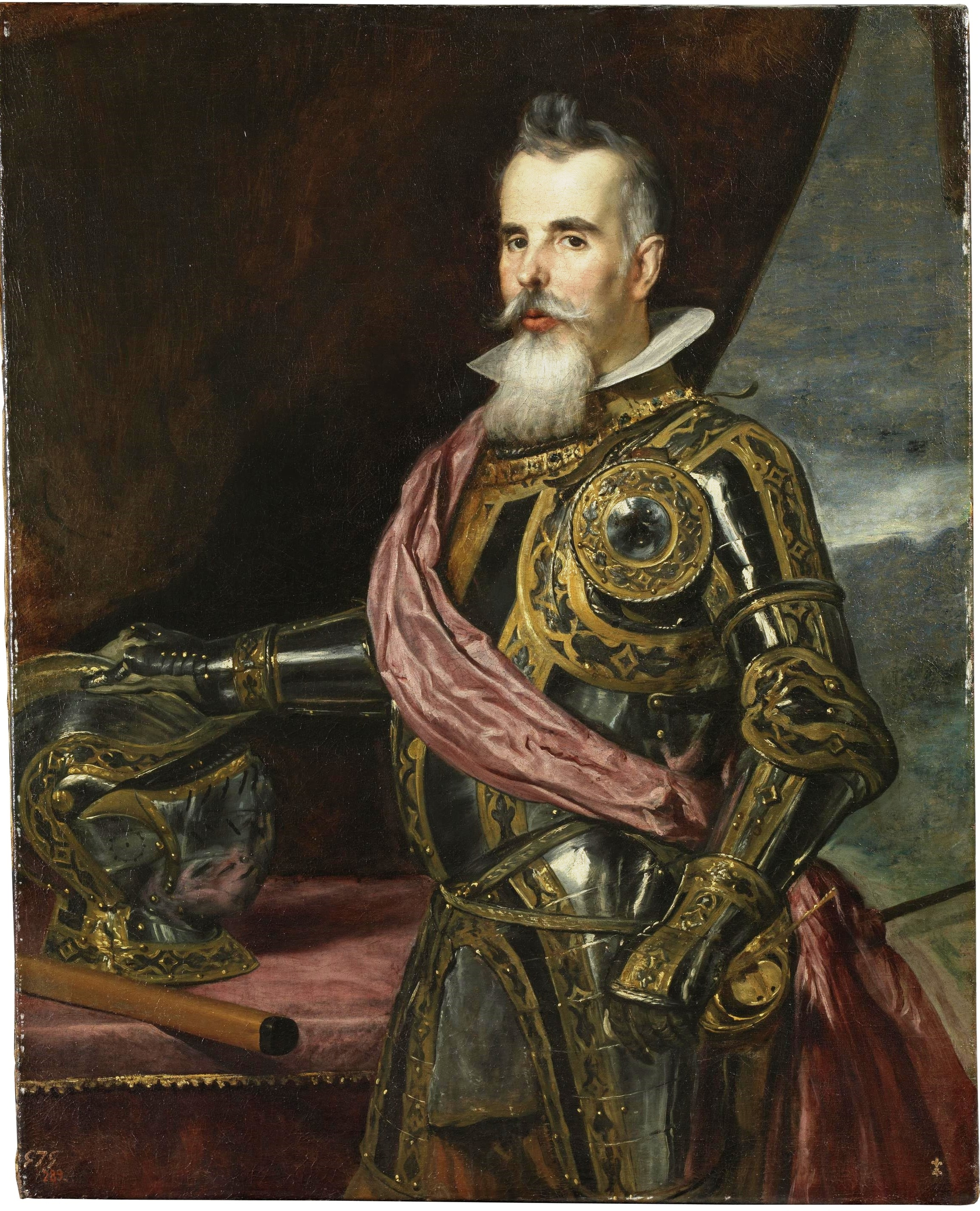
Juan Francisco Pimentel y Ponce de León, 7. Duque de Benavente (von Velázquez)

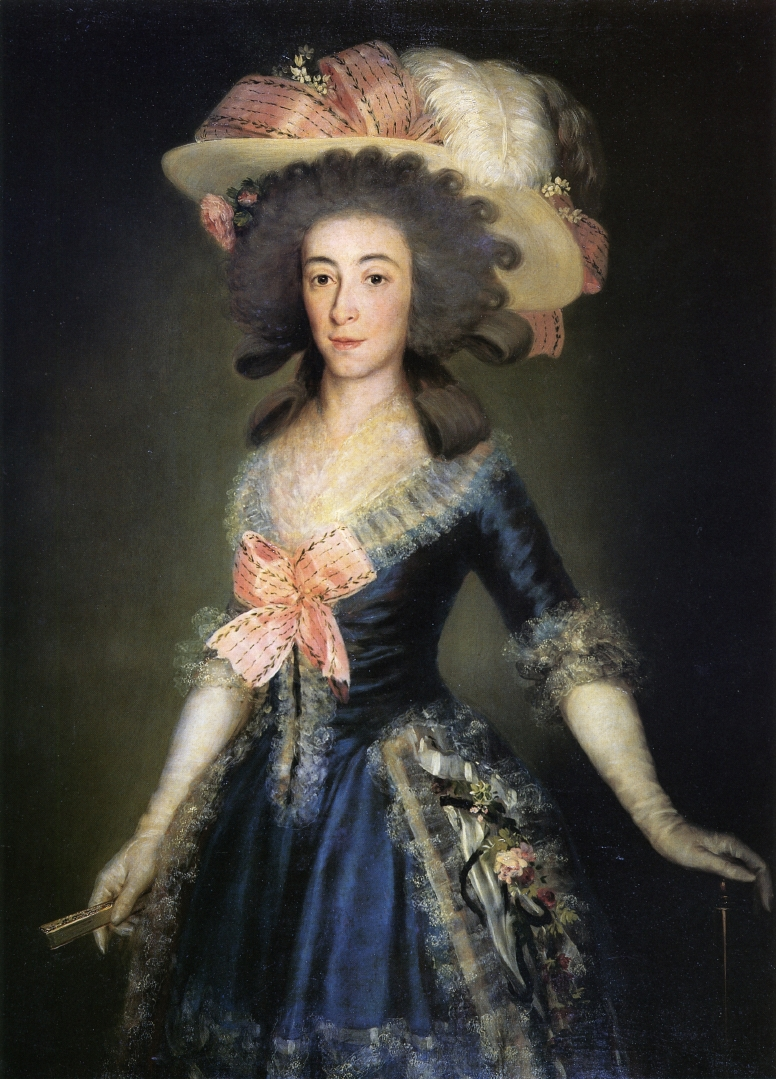
María Josefa Pimentel y Téllez-Girón (1750–1834), Herzogin von Osuna (von Francisco de Goya)

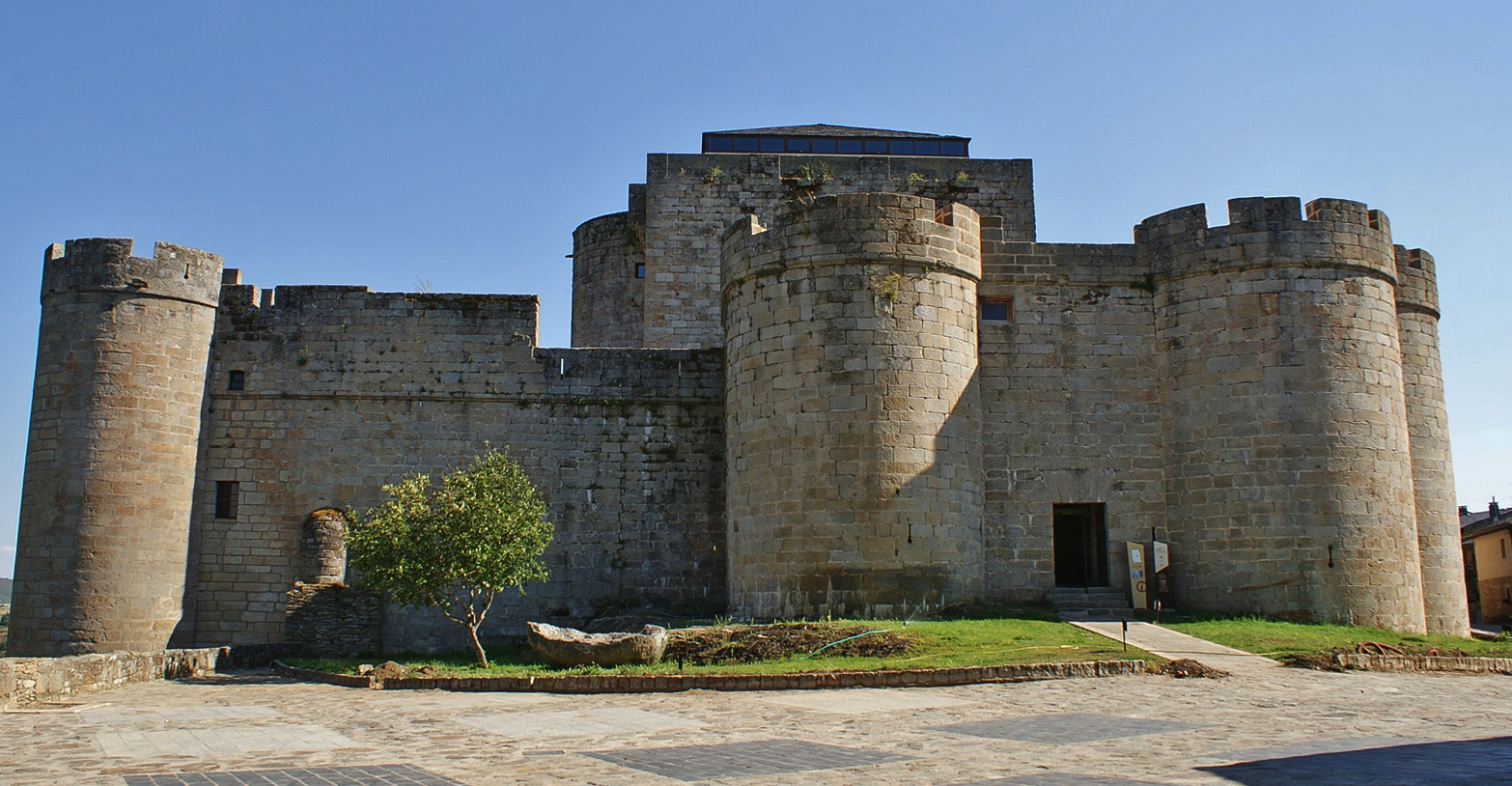
Burg der Herzöge von Benavente in Puebla de Sanabria

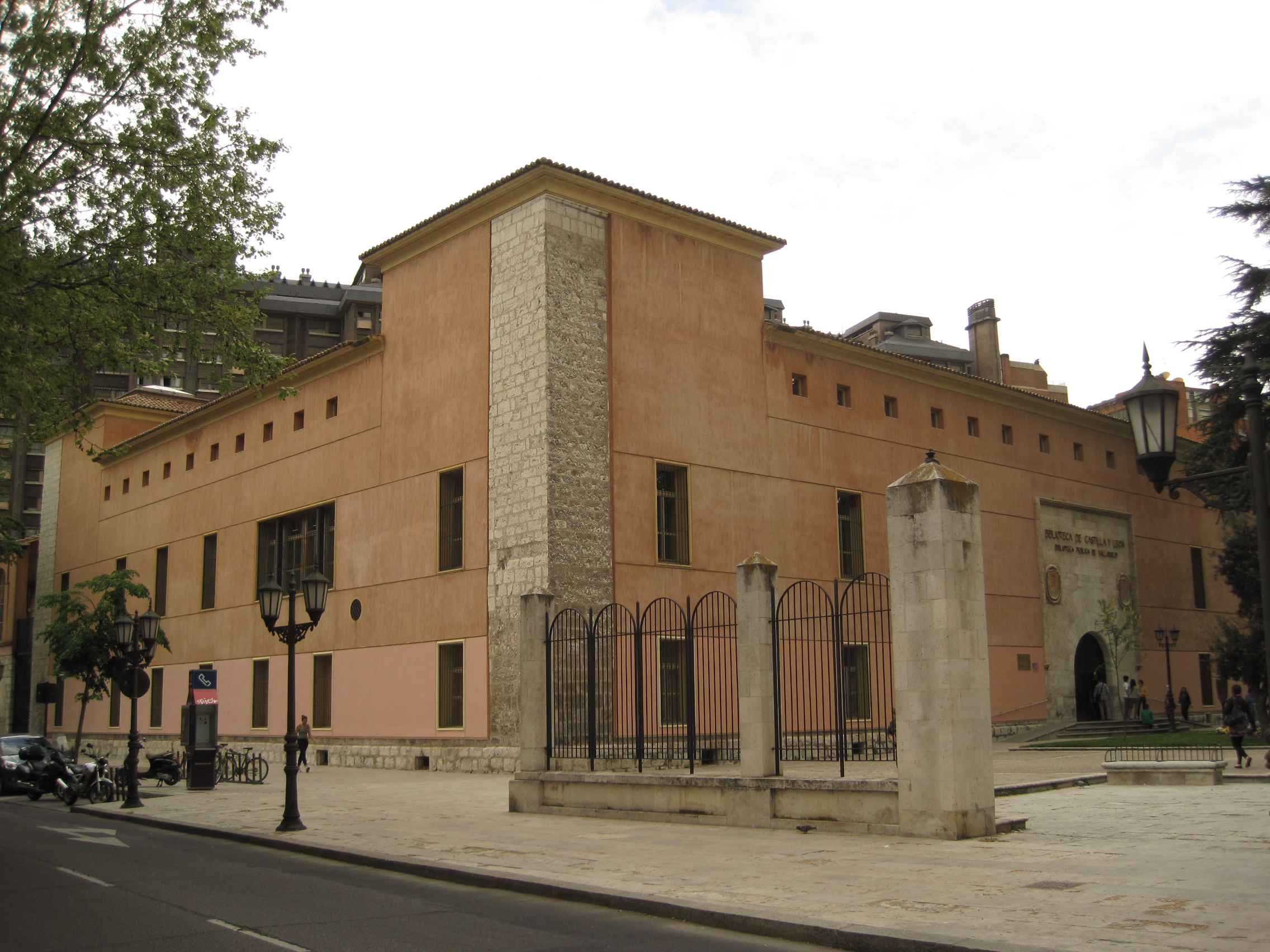
Palais der Herzöge von Benavente in Valladolid

- Rodrigo Alonso Pimentel († 1499), 4. Conde de Pimentel, 1473 1. Duque de Benavente; ⚭ María Pacheco Girón, Señora de Villacidaler, Tochter von Juan Pacheco, 1. Duque de Escalona
  - Luis Pimentel († 1497), deren Sohn, 1486 1. Marqués de Villafranca del Bierzo
- Alonso Pimentel († 1530), dessen Bruder, 5. Conde y 2.Duque de Benavente; ⚭ I Ana Herrera de Velasco, Señora de Cigales y Pedraza, Tochter von Bernardino Fernández de Velasco y Mendoza, 3. Conde de Haro, 7. Condestable de Castilla, 1. Duque de la villa de Frías; ⚭ II Inés Enríquez de Mendoza, Tochter von Pedro González de Mendoza, Señor y 1. Conde de Monteagudo
  - Rodrigo Pimentel, deren Sohn, 5. Conde de Mayorga
- Juan Antonio Alonso Pimentel de Herrera de Velasco († 1574), dessen Bruder, 6. Conde y 3. Duque de Benavente; ⚭ María Luisa Enríquez, Tochter von Fernando Enríquez y Velasco, 5. Almirante de Castilla, 4. Señor y 1. Duque de Medina del Río Seco,
- Luis Alonso Pimentel Herrera y Enríquez († 1576), deren Sohn, 7. Conde y 4. Duque de Benavente, 7. Conde de Mayorga
- Juan Alonso Pimentel Herrera († 1621), dessen Bruder, 8. Conde y 5. Duque de Benavente, 8. Conde de Mayorga; I Catalina de Quiñones (Vigil de Quiñones), 6. Condesa propietaria de Luna, Tochter von Luis Vigil de Quiñones, 5. Conde de Luna; ⚭ II Mencia de Zúñiga y Recqueséns, Señora de Martorell, Molín del Rey y San Agustín, Tochter von Luis de Requesens Zúñiga, Gouverneur des Herzogtums Mailand, Gouverneur von Flandern
- Antonio Alonso Pimentel de Quiñones († 1633), deren Sohn, 9. Conde y 6. Duque de Benavente, 9. Conde de Mayorga, 7. Conde de Luna; ⚭ I María Ponce de León, Tochter von  Rodrigo Ponce de León, 3. Duque de Arcos; ⚭ II Leonor Pimentel, Tochter von Enrique (Bernardino Pimentel Enríquez), 1. Conde de Villada, 3. Marqués de Távara,
- Juan Francisco Alonso Pimentel y Ponce de León (1584–1652), deren Sohn, 10. Conde y 7. Duque de Benavente, 10. Conde de Mayorga, 8. Conde de Luna; ⚭ I Mencia de Zúñiga y Requesens, Tochter von Luis Fajardo y Requesens, 4. Marqués de los Vélez, 3. Marqués de Molina; ⚭ II Antonia de Mendoza y Orense, Tochter von Antonio Gómez Manrique de Mendoza, 5. Conde de Castrogeriz
- Antonio Alonso Pimentel de Herrera Zúñiga (Alonso Antonio Pimentel de Quiñones) († 1677), 11. Conde y 8. Duque de Benavente, 11. Conde de Mayorga, 9. Conde de Luna; ⚭ I Isabel Francisca de Benavides y de la Cueva, 3. Marquesa de Jabalquinto, Tochter von Juan Francisco de Benavides, 2. Marqués de Jabalquinto; ⚭ II Sancha Centurión de Mendoza y Córdoba, Tochter von Adán Centurión, 3. Marqués de Estepa, 3. Marchese dell’Aula, di Vivola e di Monte de Vay
  - Gaspar Vigil de Quiñones Alfonso Pimentel y Benavides, dessen Sohn, 12. Conde de Mayorga, 10. Conde de Luna, 4. Marqués de Jabalquinto, 3. Marqués de Villarreal de Purullena;
- Francisco Casimiro Antonio Pimentel de Quiñones y Benavides (1655–1709), dessen Bruder, 12. Conde y 9. Duque de Benavente; ⚭ I Antonia de Guevara, Tochter von Beltrán Vélez Ladrón de Guevara, 1. Marqués de Campo Real, 1. Marqués de Guevara; ⚭ II Manuela de Zúñiga Sarmiento, Tochter von Juan de Zúñiga, 9. Duque de Béjar
  - Francisco Antonio Pimentel († um 1677), dessen Sohn, 14. Conde de Mayorga, 12. Conde de Luna
- Antonio Francisco Pimentel de Zúñiga Vigil de Quiñones († 1743), dessen Bruder, 13. Conde y 10. Duque de Benavente, 6. Marqués de Jabalquinto, 5. Marqués de Villarreal, de Purullena, 13. Conde de Alba de Liste, 15. Conde de Mayorga, 13. Conde de Luna; ⚭ I María Ignacia Juana de Borja y Aragón, Tochter von Pascual Francisco de Borja y Aragón, 10. Duque de Gandía; ⚭ II Marie Philippe de Hornes, Tochter von Philippe de Hornes, Comte de Houtekercke
  - Manuel Alfonso Pimentel (1700–1735), deren Sohn, 16. Conde de Mayorga, 14. Conde de Luna; ⚭ María Teresa Francisca de Silva y Hurtado de Mendoza Tochter von Juan de Dios de Silva y Mendoza, 10. Duque del Infantado, Duque de Lerma
- Francisco Alfonso-Pimentel Vigil de Quiñones Borja Aragón y Centelles Enríquez Zúñiga Mendoza Guzmán y Herrera (1707–1763), dessen Bruder, 14. Conde y 11. Duque de Benavente, 10. Duque de Medina de Río Seco, 13. Duque de Gandía, etc., Principe di Squillace, 2. Duque de Aríón; ⚭ I Francisca de Benavides y de la Cueva, Tochter von Manuel de Benavides y Aragón, 5. Marqués de Solera; ⚭ II María Faustina Téllez-Girón y Pérez de Guzmán, Tochter von José Téllez-Girón y Benavides, 11. Conde de Ureña, 7. Duque de Osuna
- María Josefa Alonso Pimentel Téllez-Girón Borja y Centelles (1750–1834), deren Tochter, 15. Condesa y 12. Duquesa de Benavente, 13, Duquesa de Béjar, 13. Duquesa de Plasencia, 12 Duquesa de Arcos, 14. Duquesa de Gandía, 9. Duquesa de Mandas y Villanueva; ⚭ Pedro de Alcántara Téllez-Girón y Pacheco, 10. Marqués de Peñafiel, 13.Conde de Ureña, 9. Duque de Osuna
- Francisco de Borja Bruno Téllez-Girón y Alfonso Pimentel (1785–1820), deren Sohn, 1807 10. Duque de Osuna, Conde-Duque de Benavente, Duque de Béjar, Gandía und Arcos; ⚭ María Francisca de Beaufort y Toledo, Comtesse de Beaufort-Spontin, Tochter von Frédéric-Auguste-Alexandre, Duc, Comte et Marquis de Beaufort-Spontin (Haus Huy)
- Pedro de Alcántara Téllez-Girón y Beaufort (1810–1844) dessen Sohn, 1820 11. Duque de Osuna, 16. Conde y 13. Duque de Benavente, 14. Duque de Béjar y Plasencia, 15. Duque de Gandía, Duque de Mandas y Villanueva, 13. duque de Arcos, 14. Duque del Infantado, 11. Duque de Lerma, Estremera y Francavilla, 13. Duque de Medina de Río Seco,
- Mariano Téllez-Girón y Beaufort (1814–1882), dessen Bruder, 1844 12. Duque de Osuna etc. ⚭ Eleonore zu Salm-Salm, Tochter von Franz Joseph Friedrich Philipp Prinz zu Salm-Salm.
- Pedro de Alcántara Téllez-Girón y Fernández de Santillán (* 1812), 1851 13. Duque de Osuna, Conde-Duque de Benavente, Duque de Gandía, Duque de Pastrana; ⚭ Julia Fernanda de Dominé y Desmaisières, Tochter von Antonio José María de Dominé y Mena
- Luis María Téllez-Girón y Fernández de Córdoba (1870–1909), Nachkomme des 9. Herzogs, 1901 14. Duque de Osuna, 12. Duque de Uceda.
- Mariano Téllez-Girón y Fernández de Córdoba (1887–), dessen Bruder, 1909 15. Duque de Osuna; ⚭ Petra Duque de Estrada y Moreno, Tochter von Juan Antonio de Estrada y Cabeza de Vaca, 8. Marqués de Villapanés etc.
- Ángela María Téllez-Girón y Duque de Estrada (* 1925), 1931 16. Duquesa de Osuna, Duquesa de Medina del Río Seco, 17. Condesa-Duquesa de Benavente, 16. Duquesa de Arcos, Duquesa de Gandía, Duquesa de Uceda; ⚭ I Pedro de Solís-Beaumont y Lasso de la Vega; ⚭ II José María de Latorre y Montalvo, 6. Marqués de Montemuzo